# 海老名市立有馬中学校
海老名市立有馬中学校（えびなしりつありまちゅうがっこう）は神奈川県海老名市本郷にある市立中学校。

## 通学区域
- 海老名市
  - 今里
  - 今里1丁目
  - 今里2丁目
  - 今里3丁目
  - 門沢橋
  - 門沢橋1丁目
  - 門沢橋2丁目
  - 門沢橋3丁目
  - 門沢橋4丁目
  - 門沢橋5丁目
  - 門沢橋6丁目
  - 上河内
  - 社家
  - 社家1丁目
  - 社家2丁目
  - 社家3丁目
  - 社家4丁目
  - 社家5丁目
  - 社家6丁目
  - 杉久保48〜52・54〜57
  - 杉久保北5丁目20番〜22番
  - 杉久保南1丁目1番〜14番・24番〜26番
  - 杉久保南3丁目
  - 杉久保南4丁目
  - 杉久保南5丁目
  - 中河内
  - 中野
  - 中野1丁目
  - 中野2丁目
  - 中野3丁目

## 進学前小学校
- 海老名市
  - 海老名市立有馬小学校
  - 海老名市立門沢橋小学校
  - 海老名市立社家小学校